# Daň z hodnoty pozemku
Daň z hodnoty pozemku je daň z hodnoty pozemku bez úprav. Na rozdíl od daně z nemovitosti se nezapočítává hodnota budov, movitého majetku a dalších vylepšení. Daň z hodnoty pozemku je obecně preferována ekonomy, protože (na rozdíl od jiných daní) nezpůsobuje ekonomickou neefektivitu a snižuje nerovnost.
Daň z hodnoty pozemku bývá nazývána "dokonalou daní" a ekonomická efektivnost této daně je akceptována již od osmnáctého století. Ekonomové od Adama Smithe a Davida Ricarda tuto daň prosazovali, ale nejvíce spojována je s americkým ekonomem, filosofem a politikem Henrym Georgem. George tvrdil, že zdanění hodnoty pozemku je nejlogičtějším zdrojem veřejných příjmů, protože zásoba pozemku je omezená a hodnoty pozemků jsou zvyšovány okolní komunitou a veřejnými investicemi.
Daň z hodnoty pozemku je progresivní daní, protože dopadá nejvíce na vlastníky cenné půdy, což jsou zpravidla bohatí lidé. Protože množství pozemků je omezené, daňové břemeno nemůže být přeneseno na nájemníky.
Zdanění hodnoty pozemku je v současnosti uplatňováno v celém Dánsku, Estonsku, Litvě, Rusku, Singapuru a Tchaj-wanu; je také používáno v některých částech Austrálie, Mexika (Mexicali) a Spojených států (například v Pensylvánii).